# Saint-Pantaly-d'Excideuil
Saint-Pantaly-d'Excideuil est une commune française située dans le département de la Dordogne, en région Nouvelle-Aquitaine.

## Géographie

### Généralités
La commune de Saint-Pantaly-d'Excideuil est située dans le nord-est du département de la Dordogne.
Le village de Saint-Pantaly-d'Excideuil, implanté entre la route départementale 705 et la Loue, se situe, en distances orthodromiques, quatre kilomètres au sud-ouest d'Excideuil et douze kilomètres au nord-ouest de Hautefort.

### Communes limitrophes
Saint-Pantaly-d'Excideuil  est limitrophe de quatre autres communes.
|           | Saint-Germain-des-Prés    |                          |
| Coulaures | Saint-Pantaly-d'Excideuil | Saint-Martial-d'Albarède |
|           |                           | Tourtoirac               |

### Géologie et relief

#### Géologie
Situé sur la plaque nord du Bassin aquitain et bordé à son extrémité nord-est par une frange du Massif central, le département de la Dordogne présente une grande diversité géologique. Les terrains sont disposés en profondeur en strates régulières, témoins d'une sédimentation sur cette ancienne plate-forme marine. Le département peut ainsi être découpé sur le plan géologique en quatre gradins différenciés selon leur âge géologique. Saint-Pantaly-d'Excideuil est située dans le deuxième gradin à partir du nord-est, un plateau formé de roches calcaires très dures du Jurassique que la mer a déposées par sédimentation chimique carbonatée, en bancs épais et massifs.
Elle est dans le causse de Cubjac, qui, avec le causse de Savignac et le causse de Thenon, forme un ensemble de collines karstifiées dans les calcaires liasiques et jurassiques à l'est de Périgueux jusqu'à Excideuil et Thenon, d'environ 30 km N-S et 15 km O-E, coupé par les vallées de l'Isle, de l'Auvézère et de la Loue.
Les couches affleurantes sur le territoire communal sont constituées de formations superficielles du Quaternaire et de roches sédimentaires datant pour certaines du Cénozoïque, et pour d'autres du Mésozoïque. La formation la plus ancienne, notée j2, date du Bajocien, des calcaires oolithiques bioclastiques (localement niveau à polypiers) en alternance avec des calcaires cryptocristallins ou évoluant vers un faciès de calcaire crayeux (secteur nord-ouest). La formation la plus récente, notée CFp, fait partie des formations superficielles de type colluvions indifférenciées de versant, de vallon et plateaux issues d'alluvions, molasses, altérites. Le descriptif de ces couches est détaillé dans  la feuille « no 759 - Périgueux (est) » de la carte géologique au 1/50 000 de la France métropolitaine, et sa notice associée.

Carte géologique de Saint-Pantaly-d'Excideuil.

#### Relief et paysages
Le département de la Dordogne se présente comme un vaste plateau incliné du nord-est (491 m, à la forêt de Vieillecour dans le Nontronnais, à Saint-Pierre-de-Frugie) au sud-ouest (2 m à Lamothe-Montravel). L'altitude du territoire communal varie quant à elle entre 120 mètres à l'ouest, en aval du Gué de Jaye, là où la Loue quitte la commune et entre sur celle de Coulaures, et avec 285 ou 286 mètres, au sud-est, en bordure de la commune de Tourtoirac, près du lieu-dit les Granges.
Dans le cadre de la Convention européenne du paysage entrée en vigueur en France le 1er juillet 2006, renforcée par la loi du 8 août 2016 pour la reconquête de la biodiversité, de la nature et des paysages, un atlas des paysages de la Dordogne a été élaboré sous maîtrise d’ouvrage de l’État et publié en octobre 2020. Les paysages du département s'organisent en huit unités paysagères,. La commune fait partie du Périgord central, un paysage vallonné, aux horizons limités par de nombreux bois, plus ou moins denses, parsemés de prairies et de petits champs.
La superficie cadastrale de la commune publiée par l'Insee, qui sert de référence dans toutes les statistiques, est de 8,46 km2,,. La superficie géographique, issue de la BD Topo, composante du Référentiel à grande échelle produit par l'IGN, est quant à elle de 8,84 km2.

### Hydrographie

#### Réseau hydrographique
La commune est située dans le bassin de la Dordogne au sein du Bassin Adour-Garonne. Elle est drainée par la Loue et le Ravillou et par un petit cours d'eau, qui constituent un réseau hydrographique de 6,5 km de longueur totale,.
La Loue, d'une longueur totale de 50,87 km, prend sa source dans la Haute-Vienne dans la commune de Saint-Yrieix-la-Perche et se jette dans l'Isle en rive gauche à Coulaures,. Elle traverse la commune d'est en ouest sur quatre kilomètres, dont plus d'un kilomètre sert de limite naturelle en deux tronçons, face aux communes de Saint-Martial-d'Albarède et Coulaures.
Le Ravillou, d'une longueur totale de 13,13 km, prend sa source dans la commune de Dussac et se jette dans la Loue en rive droite, en limite de Coulaures et Saint-Pantaly-d'Excideuil. Il borde le territoire communal à l'ouest sur près d'un kilomètre et demi, face à Saint-Germain-des-Prés et Coulaures.

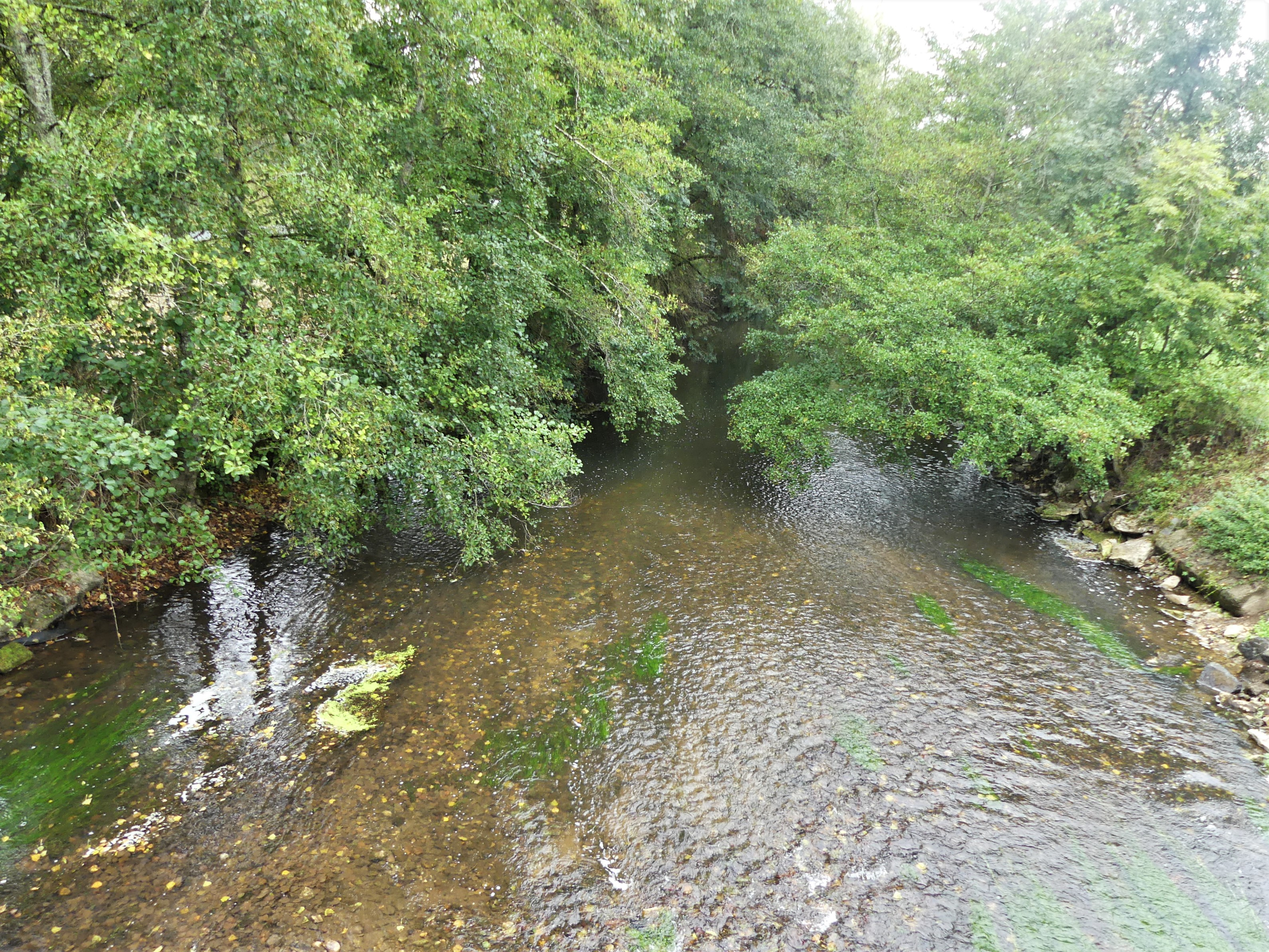
La Loue au pont du bourg de Saint-Pantaly-d'Excideuil.
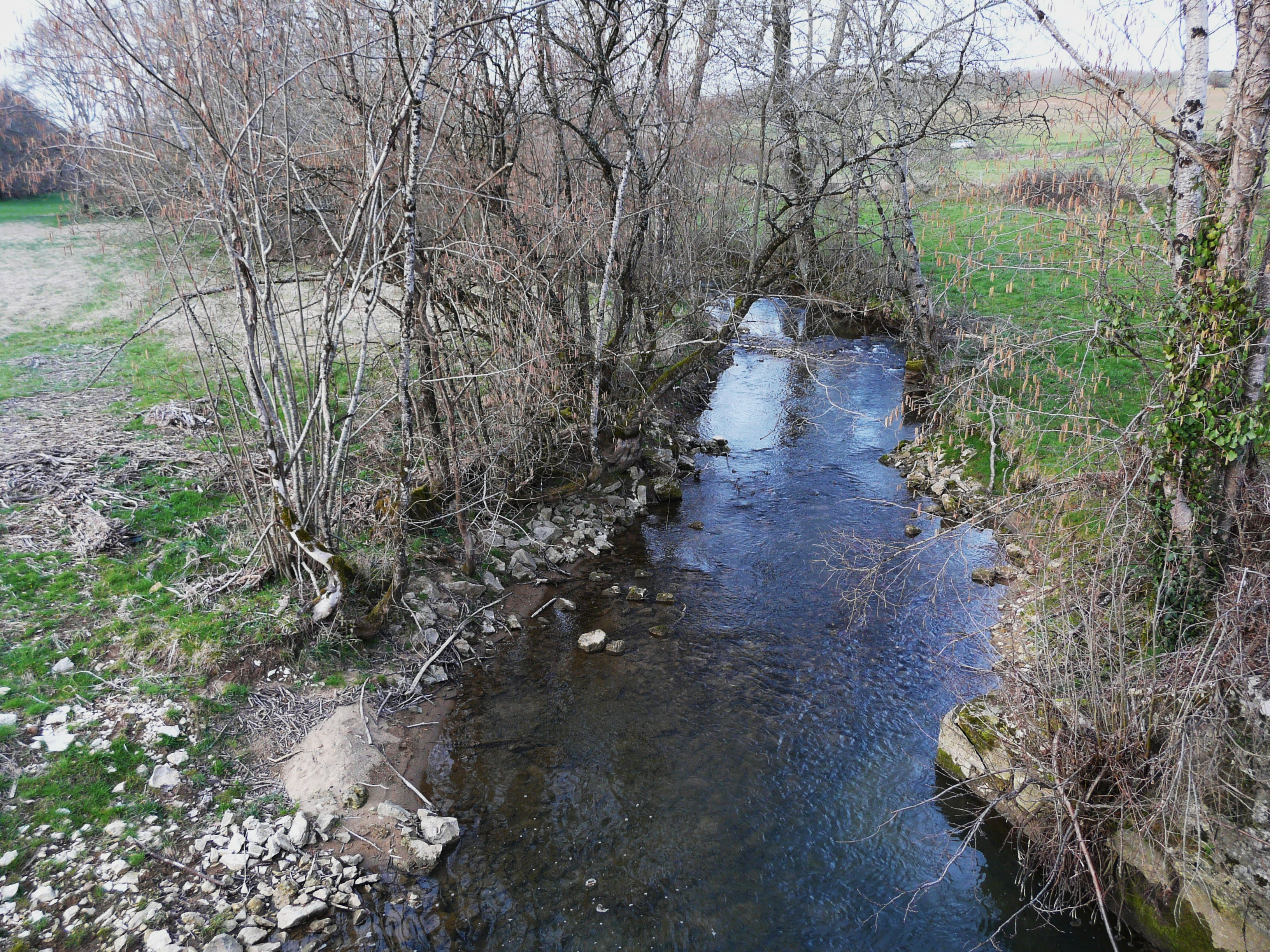
Le Ravillou au pont de la RD 705, en limite de Coulaures (à gauche) et de Saint-Pantaly-d'Excideuil.
Réseaux hydrographique et routier de Saint-Pantaly-d'Excideuil.

#### Gestion et qualité des eaux
Le territoire communal est couvert par le schéma d'aménagement et de gestion des eaux (SAGE) « Isle - Dronne ». Ce document de planification, dont le territoire regroupe les bassins versants de l'Isle et de la Dronne, d'une superficie de 7 500 km2, a été approuvé le 2 août 2021. La structure porteuse de l'élaboration et de la mise en œuvre est l'établissement public territorial de bassin de la Dordogne (EPIDOR). Il définit sur son territoire les objectifs généraux d’utilisation, de mise en valeur et de protection quantitative et qualitative des ressources en eau superficielle et souterraine, en respect des objectifs de qualité définis dans le troisième SDAGE  du Bassin Adour-Garonne qui couvre la période 2022-2027, approuvé le 10 mars 2022.
La qualité des eaux de baignade et des cours d’eau peut être consultée sur un site dédié géré par les agences de l’eau et l’Agence française pour la biodiversité.

### Climat
Pour des articles plus généraux, voir Climat de la Nouvelle-Aquitaine et Climat de la Dordogne.
Historiquement, la commune est exposée à un climat océanique aquitain.  
En 2020, Météo-France publie une typologie des climats de la France métropolitaine dans laquelle la commune est exposée à un climat océanique altéré et est dans la région climatique  Ouest et nord-ouest du Massif Central, caractérisée par une pluviométrie annuelle de 900 à 1 500 mm, maximale en automne et en hiver.
Pour la période 1971-2000, la température annuelle moyenne est de 12,1 °C, avec  une amplitude thermique annuelle de 15,2 °C. Le cumul annuel moyen de précipitations est de 922 mm, avec 12,6 jours de précipitations en janvier et 7,1 jours en juillet. Pour la période 1991-2020, la température moyenne annuelle observée sur la station météorologique la plus proche, située sur la commune de Thenon à 20 km à vol d'oiseau, est de 12,9 °C et le cumul annuel moyen de précipitations est de 907,1 mm,. Pour l'avenir, les paramètres climatiques de la commune estimés pour 2050 selon différents scénarios d’émission de gaz à effet de serre sont consultables sur un site dédié publié par Météo-France en novembre 2022.

### Milieux naturels et biodiversité

#### Espaces protégés
La protection réglementaire est le mode d’intervention le plus fort pour préserver des espaces naturels remarquables et leur biodiversité associée,.
La commune fait partie du bassin de la Dordogne, un territoire d'une superficie de 24 000 km2 reconnu réserve de biosphère par l'UNESCO en juillet 2012 et se situe dans sa « zone de transition ».

#### Réseau Natura 2000
Le réseau Natura 2000 est un réseau écologique européen de sites naturels d'intérêt écologique élaboré à partir des directives habitats et oiseaux, constitué de zones spéciales de conservation (ZSC) et de zones de protection spéciale (ZPS).
Aucun site Natura 2000 n'a été défini sur la commune.

#### Zones naturelles d'intérêt écologique, faunistique et floristique

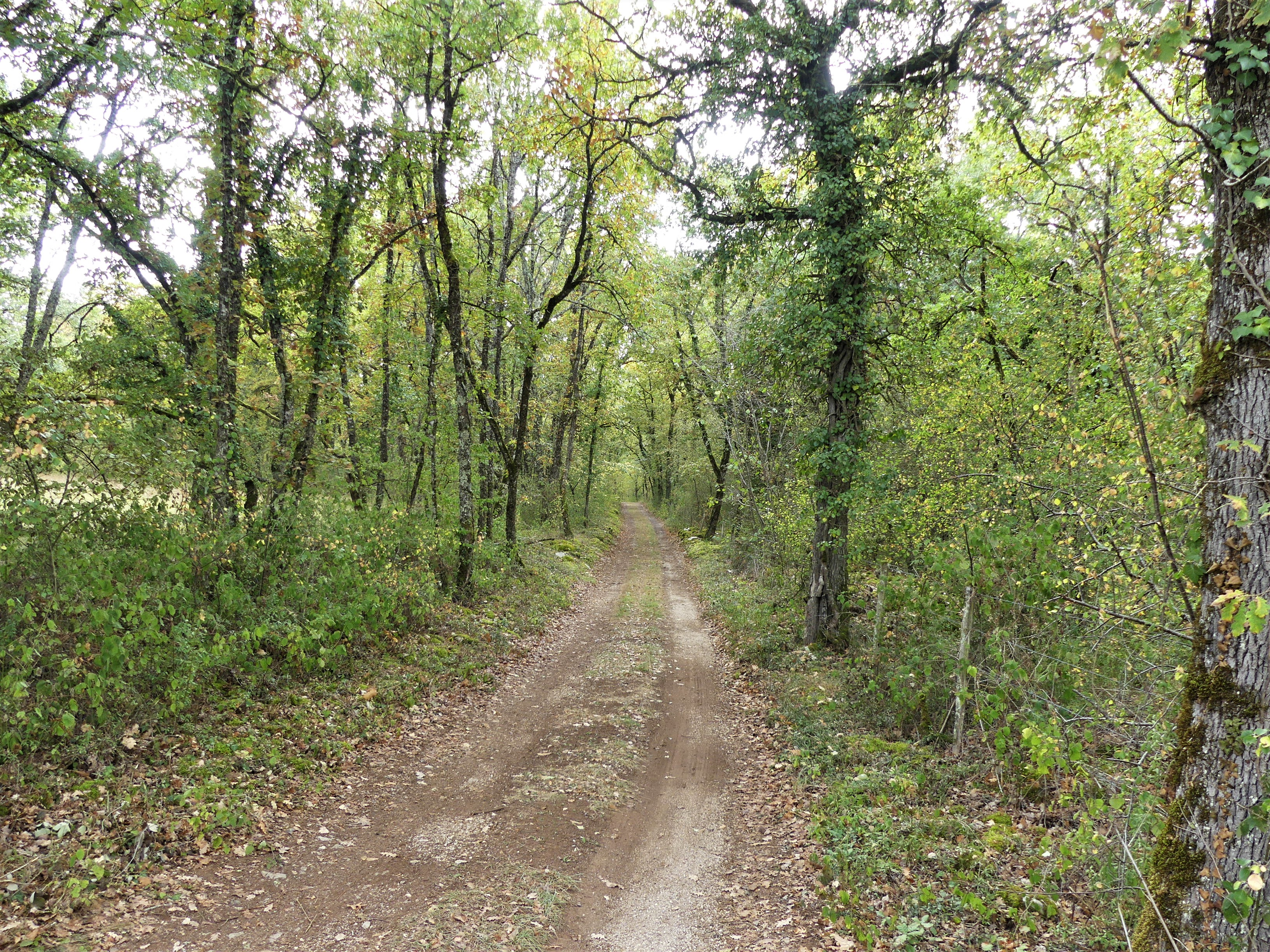
Chemin forestier sur le causse de Cubjac entre Grande Vigne et Fleyrac.

L'inventaire des zones naturelles d'intérêt écologique, faunistique et floristique (ZNIEFF) a pour objectif de réaliser une couverture des zones les plus intéressantes sur le plan écologique, essentiellement dans la perspective d’améliorer la connaissance du patrimoine naturel national et de fournir aux différents décideurs un outil d’aide à la prise en compte de l’environnement dans l’aménagement du territoire.
En 2022, une ZNIEFF est recensée sur la commune d’après l'INPN.
Cette ZNIEFF de type 2, le « causse de Cubjac » concerne les coteaux en rive droite de l'Auvézère et ceux en rive gauche de l'Isle et de son affluent, la Loue, sur treize communes, depuis Escoire au sud-ouest jusqu'à Saint-Raphaël au nord-est, et notamment en rive gauche de la Loue, les coteaux au sud de la commune s'étendant sur plus de 4 km2. L'intérêt majeur de cette ZNIEFF réside dans la présence d'une espèce déterminante de plantes, la Spirée à feuilles de millepertuis (Spiraea hypericifolia subsp. obovata)), et une autre espèce de plantes protégée au titre de la Directive habitats de l'Union européenne, le Poirier à feuilles en cœur (Pyrus cordata).

## Urbanisme

### Typologie
Au 1er janvier 2024, Saint-Pantaly-d'Excideuil est catégorisée commune rurale à habitat très dispersé, selon la nouvelle grille communale de densité à 7 niveaux définie par l'Insee en 2022.
Elle est située hors unité urbaine et hors attraction des villes,.

### Occupation des sols
L'occupation des sols de la commune, telle qu'elle ressort de la base de données européenne d’occupation biophysique des sols Corine Land Cover (CLC), est marquée par l'importance des forêts et milieux semi-naturels (52,2 % en 2018), en diminution par rapport à 1990 (54,1 %). La répartition détaillée en 2018 est la suivante : 
forêts (52,2 %), zones agricoles hétérogènes (42,3 %), cultures permanentes (3,9 %), prairies (1,5 %). L'évolution de l’occupation des sols de la commune et de ses infrastructures peut être observée sur les différentes représentations cartographiques du territoire : la carte de Cassini (XVIIIe siècle), la carte d'état-major (1820-1866) et les cartes ou photos aériennes de l'IGN pour la période actuelle (1950 à aujourd'hui).

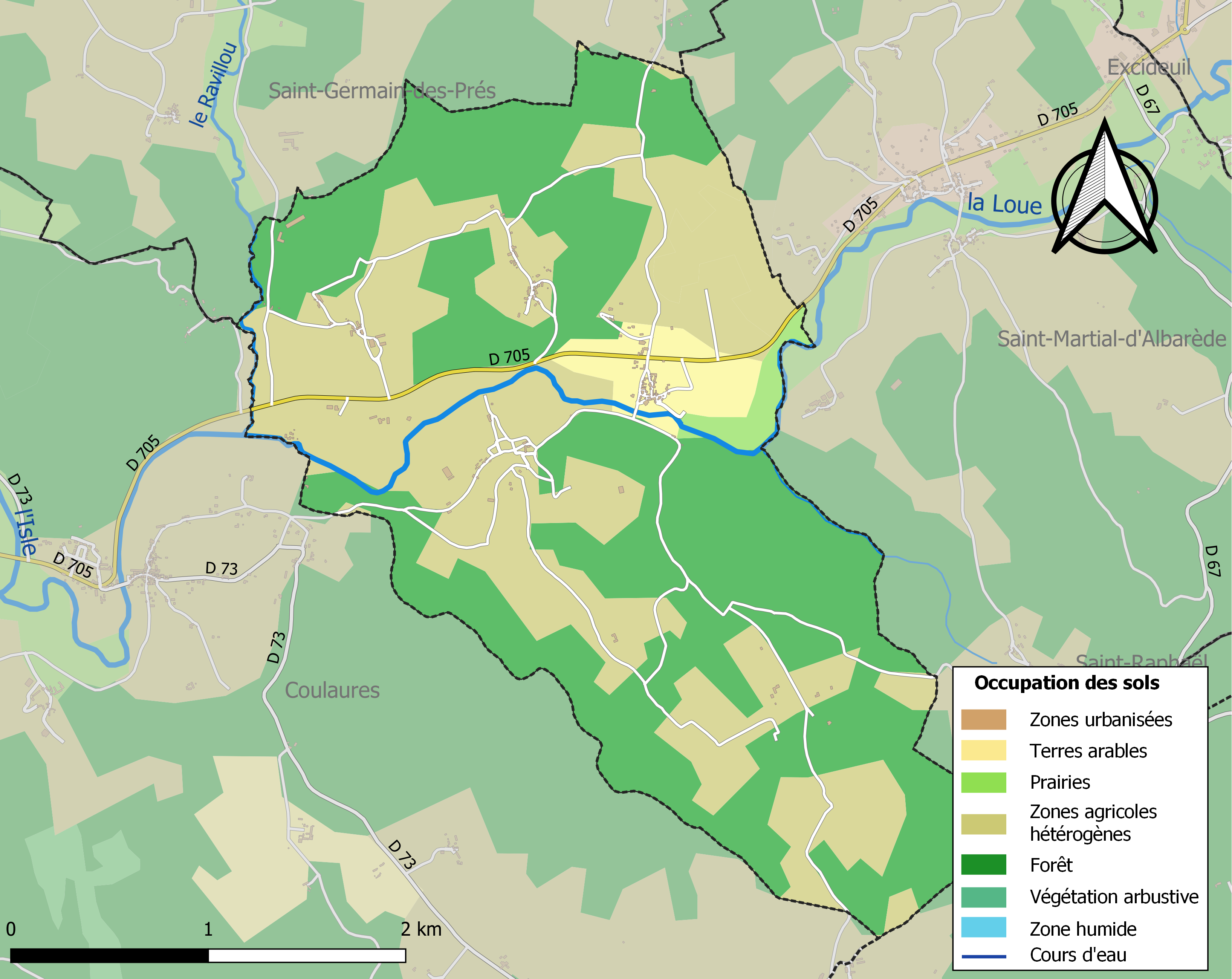
Carte des infrastructures et de l'occupation des sols de la commune en 2018 (CLC).

### Villages, hameaux et lieux-dits
Outre le petit bourg de Saint-Pantaly-d'Excideuil proprement dit, le territoire se compose de quelques villages ou hameaux, ainsi que de lieux-dits :
- Beausoleil
- Bourboudoune
- les Clauds
- Fleyrac
- Grande Vigne
- les Granges
- Gué de Jaye
- la Meynadie
- la Pièce
- la Pinsonnelle
- les Places
- la Roche
- la Servelie
- le Vieux Moulin
- la Vitonie

### Prévention des risques
Le territoire de la commune de Saint-Pantaly-d'Excideuil est vulnérable à différents aléas naturels : météorologiques (tempête, orage, neige, grand froid, canicule ou sécheresse), inondations, feux de forêts, mouvements de terrains et séisme (sismicité très faible). Un site publié par le BRGM permet d'évaluer simplement et rapidement les risques d'un bien localisé soit par son adresse soit par le numéro de sa parcelle.
Certaines parties du territoire communal sont susceptibles d’être affectées par le risque d’inondation par débordement de cours d'eau, notamment la Loue et le Ravillou. La commune a été reconnue en état de catastrophe naturelle au titre des dommages causés par les inondations et coulées de boue survenues en 1982, 1988, 1993, 1999 et 2007,.
Saint-Pantaly-d'Excideuil est exposée au risque de feu de forêt. L’arrêté préfectoral du 14 mars 2013 fixe les conditions de pratique des incinérations et de brûlage dans un objectif de réduire le risque de départs d’incendie. À ce titre, des périodes sont déterminées : interdiction totale du 15 février au 15 mai et du 15 juin au 15 octobre, utilisation réglementée du 16 mai au 14 juin et du 16 octobre au 14 février. En septembre 2020, un plan inter-départemental de protection des forêts contre les incendies (PidPFCI) a été adopté pour la période 2019-2029,.

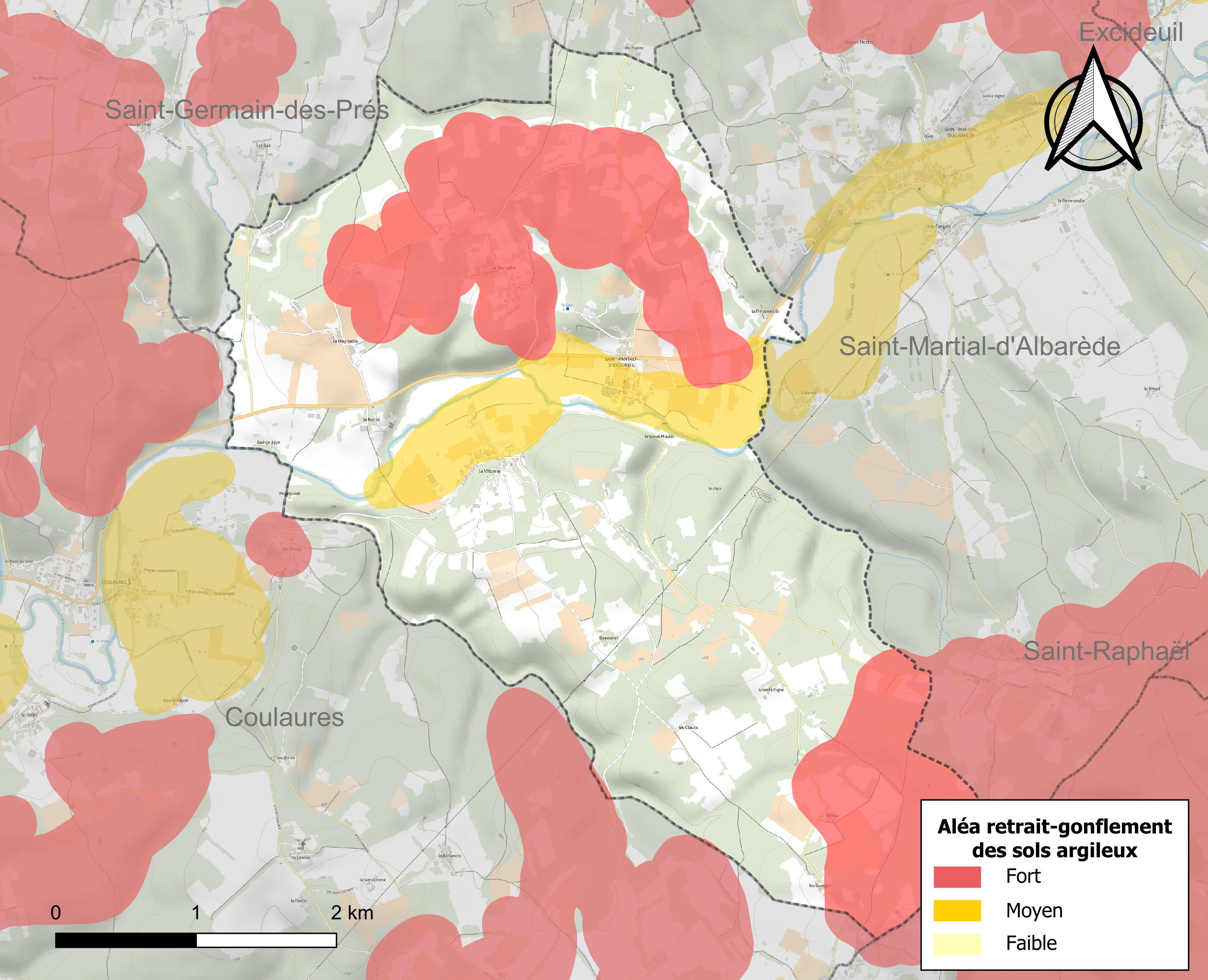
Carte des zones d'aléa retrait-gonflement des sols argileux de Saint-Pantaly-d'Excideuil.

Les mouvements de terrains susceptibles de se produire sur la commune sont des tassements différentiels. Le retrait-gonflement des sols argileux est susceptible d'engendrer des dommages importants aux bâtiments en cas d’alternance de périodes de sécheresse et de pluie. 36,1 % de la superficie communale est en aléa moyen ou fort (58,6 % au niveau départemental et 48,5 % au niveau national métropolitain). Depuis le 1er octobre 2020, en application de la loi ÉLAN, différentes contraintes s'imposent aux vendeurs, maîtres d'ouvrages ou constructeurs de biens situés dans une zone classée en aléa moyen ou fort,.
La commune a été reconnue en état de catastrophe naturelle au titre des dommages causés par la sécheresse en 2011 et par des mouvements de terrain en 1999.

## Toponymie
Le nom de Saint-Pantaly-d'Excideuil tire ses origines de sa proximité avec Excideuil et de saint Pantaléon, martyr chrétien mort en 303.
En occitan, la commune porte le nom de Sent Pantali d'Eissiduelh.

## Histoire
La première apparition du nom de l'église du lieu date de l'an 1120 sous la forme Sanctus Pantaleo. Le village est évoqué dans un pouillé au XIIIe siècle sous la forme Sanctus Pantalius, et « Saint-Panthaly » au XVIe siècle.
Au XIVe siècle, la paroisse de Saint-Pantaly dépendait de l'archiprêtré de Saint-Médard, le plus étendu du diocèse de Périgueux.
Sur la carte de Cassini représentant la France entre 1756 et 1789, le village est identifié sous le nom de Saint Pantali d'Exideuil.
La commune porta, au cours de la période révolutionnaire de la Convention nationale (1792-1795), le nom de Pantaly-Albarède.

## Politique et administration

### Rattachements administratifs et électoraux
La commune de Saint-Pantaly-d'Excideuil a, dès 1790, été rattachée au canton d'Excideuil qui dépendait du district d'Excideuil jusqu'en 1795, date de suppression des districts. En 1801, le canton d'Excideuil est rattaché à l'arrondissement de Périgueux.
Dans le cadre de la réforme de 2014 définie par le décret du 21 février 2014, le canton d'Excideuil disparaît aux élections départementales de mars 2015. La commune est alors rattachée électoralement au canton d'Isle-Loue-Auvézère.
En 2017, Saint-Pantaly-d'Excideuil est rattachée à l'arrondissement de Nontron,.

### Intercommunalité
Au 1er janvier 2004, Saint-Pantaly-d'Excideuil intègre dès sa création  la communauté de communes Causses et Rivières en Périgord. Celle-ci est dissoute le 1er janvier 2017 et ses communes — hormis Savignac-les-Églises qui rejoint Le Grand Périgueux — sont rattachées à la communauté de communes du Pays de Lanouaille qui la même année prend le nom de communauté de communes Isle-Loue-Auvézère en Périgord.

### Administration municipale
La population de la commune étant comprise entre 100 et 499 habitants au recensement de 2017, onze conseillers municipaux ont été élus en 2020,.

### Liste des maires

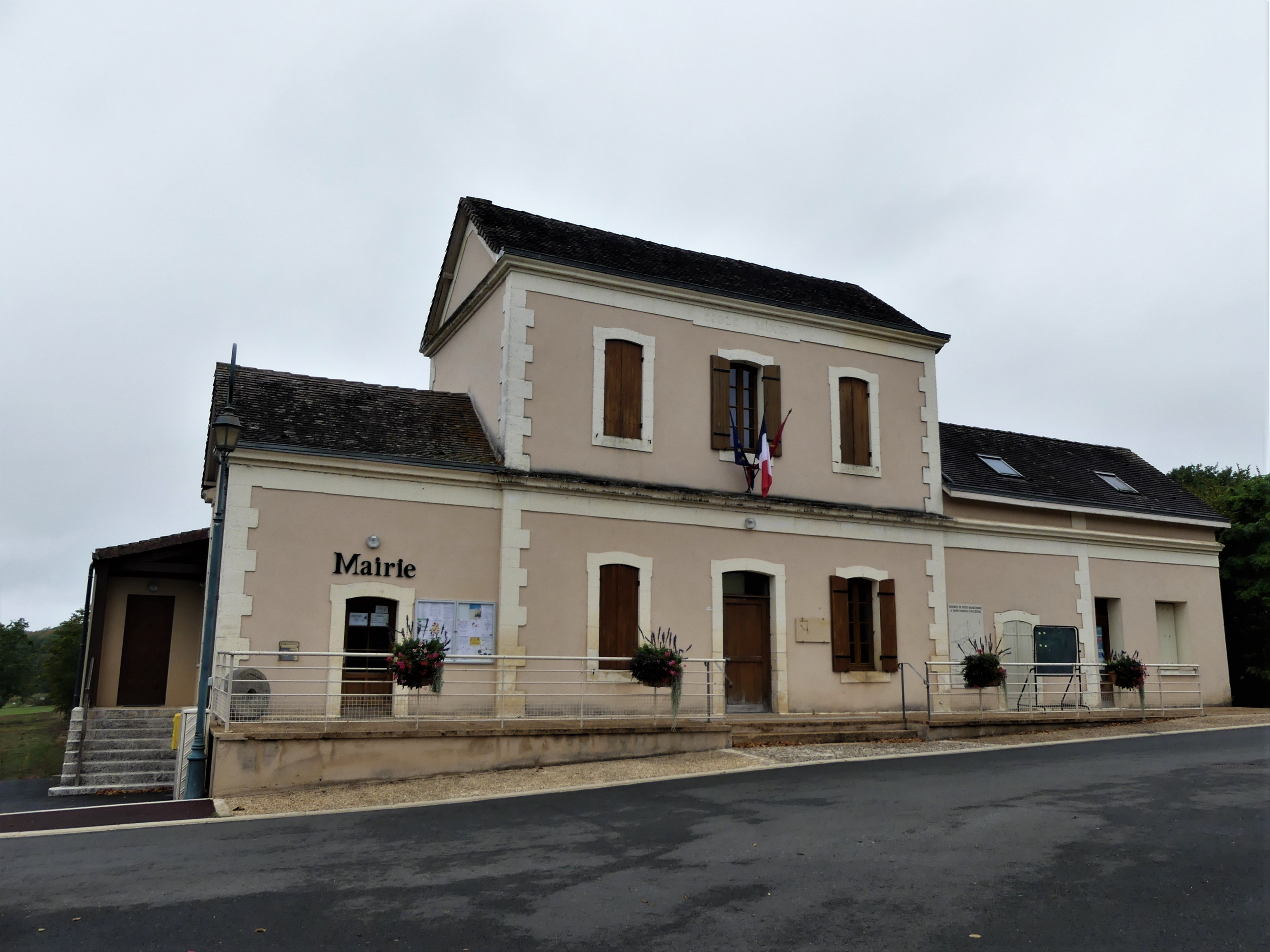
La mairie en 2020.

| Période                                  | Période   | Identité          | Étiquette | Qualité  |
| ---------------------------------------- | --------- | ----------------- | --------- | -------- |
| Les données manquantes sont à compléter. |           |                   |           |          |
|                                          |           |                   |           |          |
|                                          |           | Jacques Detivaud  |           |          |
| 1995                                     | mars 2008 | Charles Labrousse |           |          |
| mars 2008 (réélu en mai 2020)            | En cours  | Serge Revidat     | SE        | Retraité |

## Équipements et services publics

### Eau
En 2024, la commune dépend du Syndicat intercommunal d'alimentation en eau potable (SIAEP) du Nord Est Périgord.

### Justice
En 2023, dans le domaine judiciaire, Saint-Pantaly-d'Excideuil relève : 
- du tribunal judiciaire, du tribunal pour enfants, du conseil de prud'hommes et du tribunal de commerce de Périgueux ;
- du pôle Nationalité du tribunal judiciaire de Périgueux (compétent uniquement dans le domaine de la nationalité) ;
- de la cour d'appel, du tribunal administratif et de la  cour administrative d'appel de Bordeaux.

## Population et société

### Démographie
Les habitants de Saint-Pantaly-d'Excideuil se nomment les Saint-Pantaléoniens,.
L'évolution du nombre d'habitants est connue à travers les recensements de la population effectués dans la commune depuis 1793. Pour les communes de moins de 10 000 habitants, une enquête de recensement portant sur toute la population est réalisée tous les cinq ans, les populations de référence des années intermédiaires étant quant à elles estimées par interpolation ou extrapolation. Pour la commune, le premier recensement exhaustif entrant dans le cadre du nouveau dispositif a été réalisé en 2004.

En 2022, la commune comptait 160 habitants, en évolution de +10,34 % par rapport à 2016 (Dordogne : +0,37 %, France hors Mayotte : +2,11 %).
| 1793 | 1800 | 1806 | 1821 | 1831 | 1836 | 1841 | 1846 | 1851 |
| ---- | ---- | ---- | ---- | ---- | ---- | ---- | ---- | ---- |
| 500  | 381  | 402  | 459  | 521  | 502  | 425  | 466  | 485  |

| 1856 | 1861 | 1866 | 1872 | 1876 | 1881 | 1886 | 1891 | 1896 |
| ---- | ---- | ---- | ---- | ---- | ---- | ---- | ---- | ---- |
| 471  | 476  | 464  | 434  | 421  | 459  | 407  | 390  | 374  |

| 1901 | 1906 | 1911 | 1921 | 1926 | 1931 | 1936 | 1946 | 1954 |
| ---- | ---- | ---- | ---- | ---- | ---- | ---- | ---- | ---- |
| 330  | 366  | 338  | 306  | 312  | 286  | 294  | 266  | 227  |

| 1962 | 1968 | 1975 | 1982 | 1990 | 1999 | 2004 | 2006 | 2009 |
| ---- | ---- | ---- | ---- | ---- | ---- | ---- | ---- | ---- |
| 208  | 203  | 185  | 155  | 142  | 157  | 158  | 155  | 155  |

| 2014 | 2019 | 2022 | - | - | - | - | - | - |
| ---- | ---- | ---- | - | - | - | - | - | - |
| 146  | 159  | 160  | - | - | - | - | - | - |

## Économie

### Emploi
En 2017, parmi la population communale comprise entre 15 et 64 ans, les actifs représentent 73 personnes, soit 47,1 % de la population municipale. Le nombre de chômeurs (trois) a fortement diminué par rapport à 2012 (dix) et le taux de chômage de cette population active s'établit à 3,9 %.

### Établissements
Au 31 décembre 2015, la commune compte seize établissements, dont six au niveau des commerces, transports ou services, cinq dans l'agriculture, la sylviculture ou la pêche, trois relatifs au secteur administratif, à l'enseignement, à la santé ou à l'action sociale, et deux dans la construction.

## Culture locale et patrimoine

### Lieux et monuments
- Château de la Roche, attesté comme repaire en 1494 (Repayrium de Rupe Jauberti)[73], qui a appartenu aux Gasson Bugeaud d’Isly[74] et fut la résidence d’été du sociologue Henri Mendras.
- Ancien château de Saint-Pantaly qui fut aux Jaubert (ou Joubert), aux du Puy, aux Sireuil et aux Marqueyssac[75].
- Résidence de Bugeaud après son mariage en 1818 avec Élisabeth Jouffre de Lafaye.
- Église Saint-Pantaléon[52], dont le portail est encadré de colonnettes surmontées de chapiteaux ornés de lierre, et dont l'archivolte est couronnée de feuilles de vigne sculptées[76]. Elle recèle un tabernacle à ailes du XVIIe siècle en bois sculpté, classé au titre des monuments historiques en 1972[77].

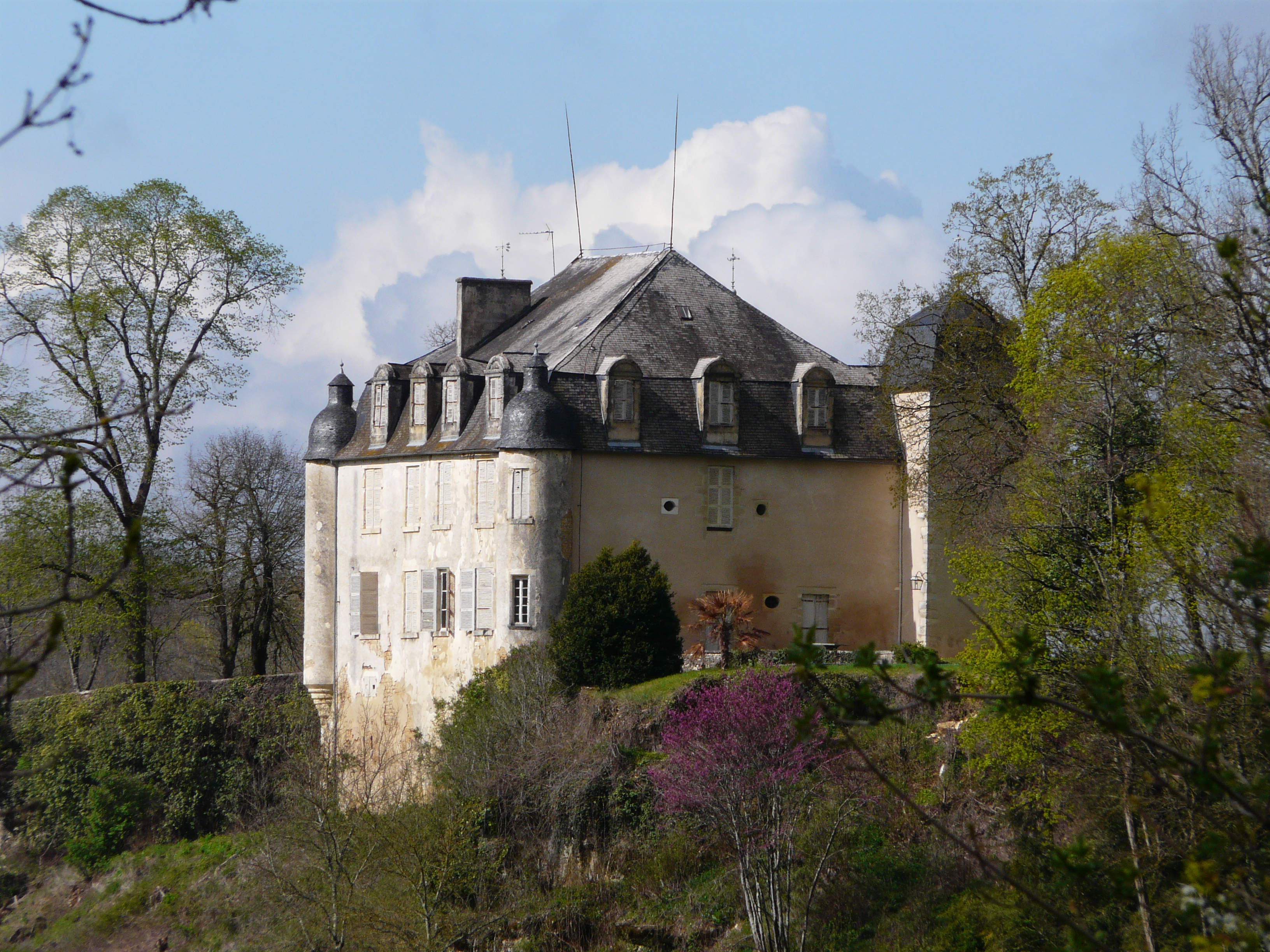
Le château de la Roche.
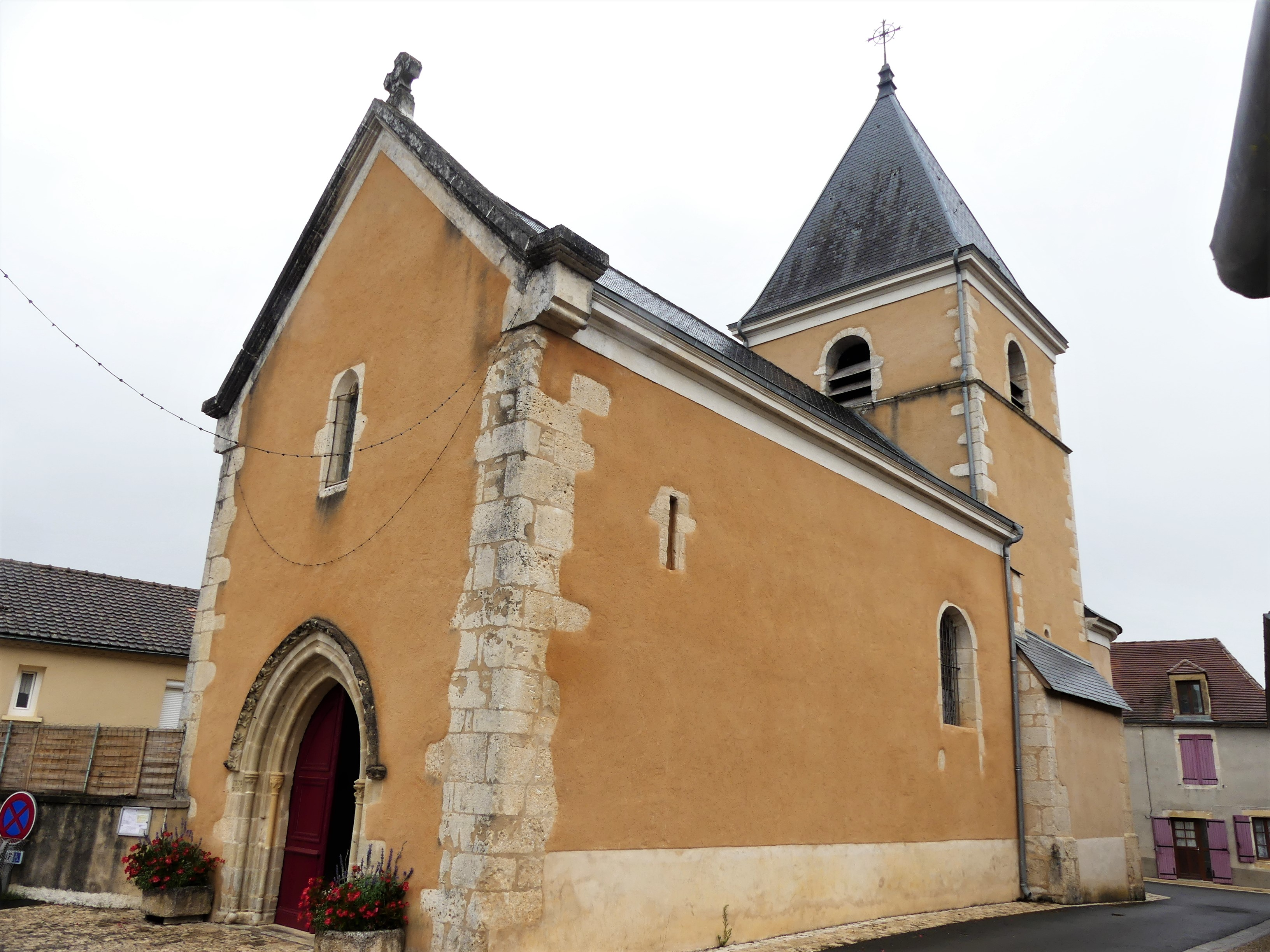
L'église Saint-Pantaléon.
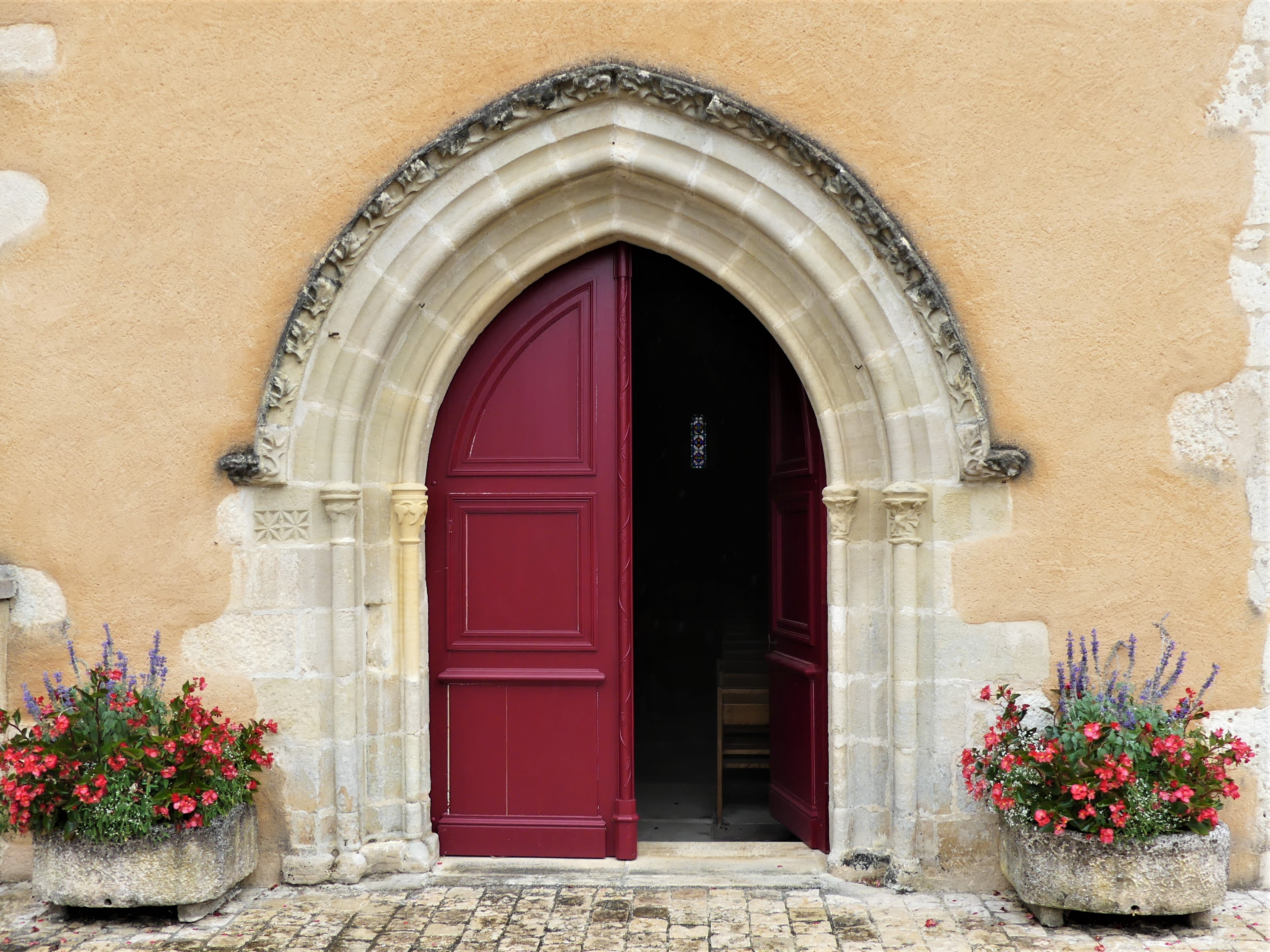
Son portail.
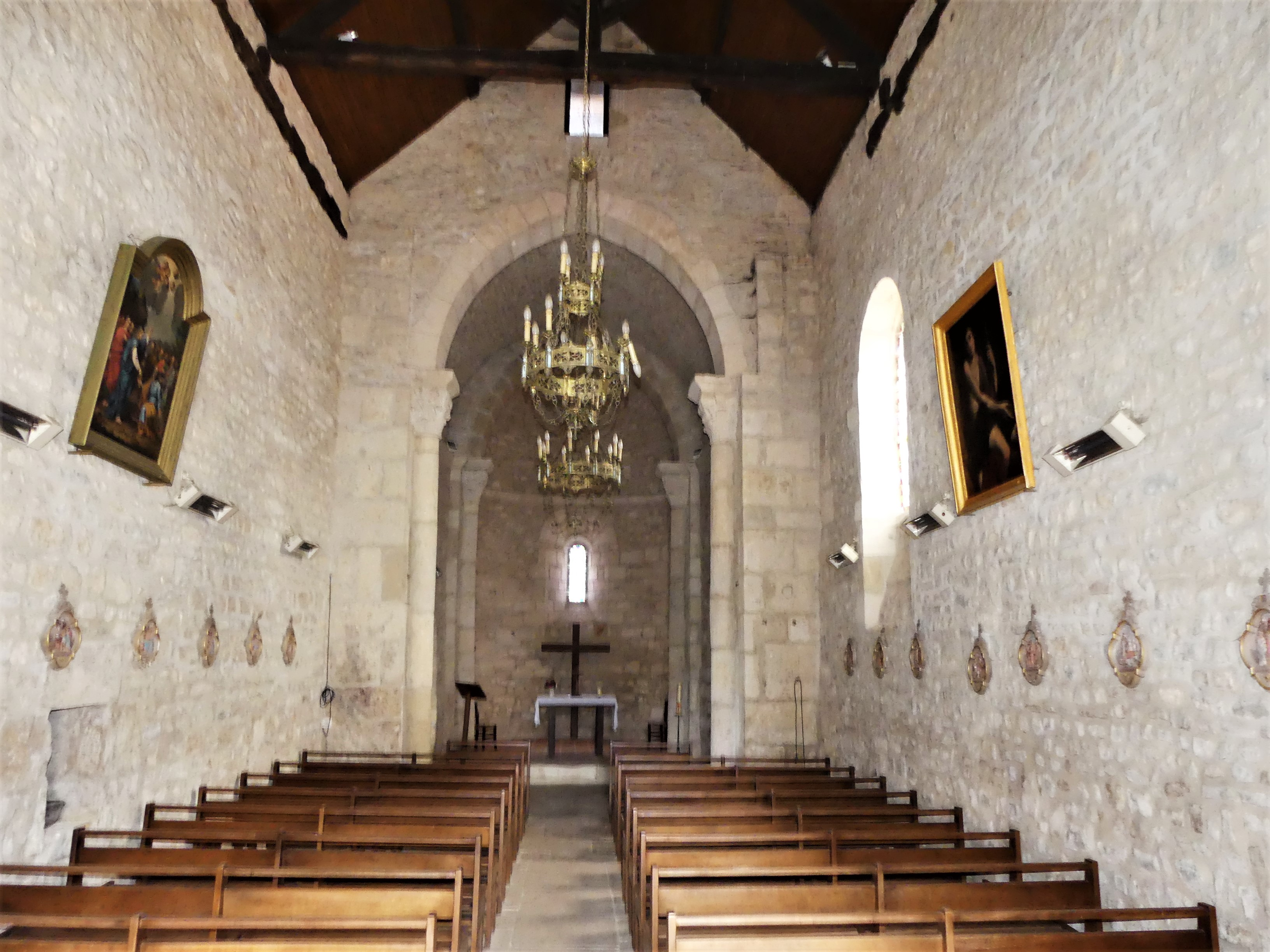
Sa nef.
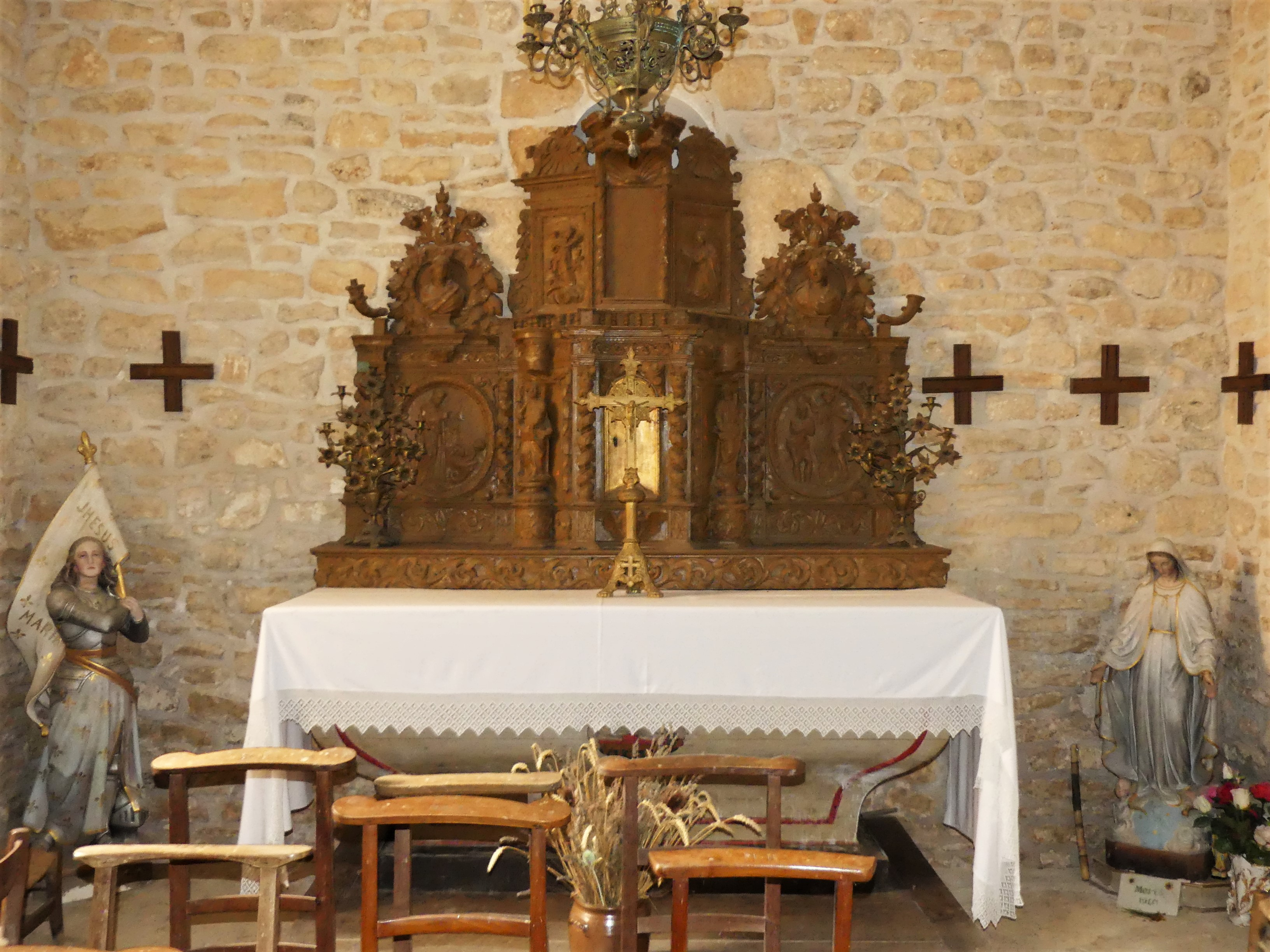
Son tabernacle du XVIIe siècle.
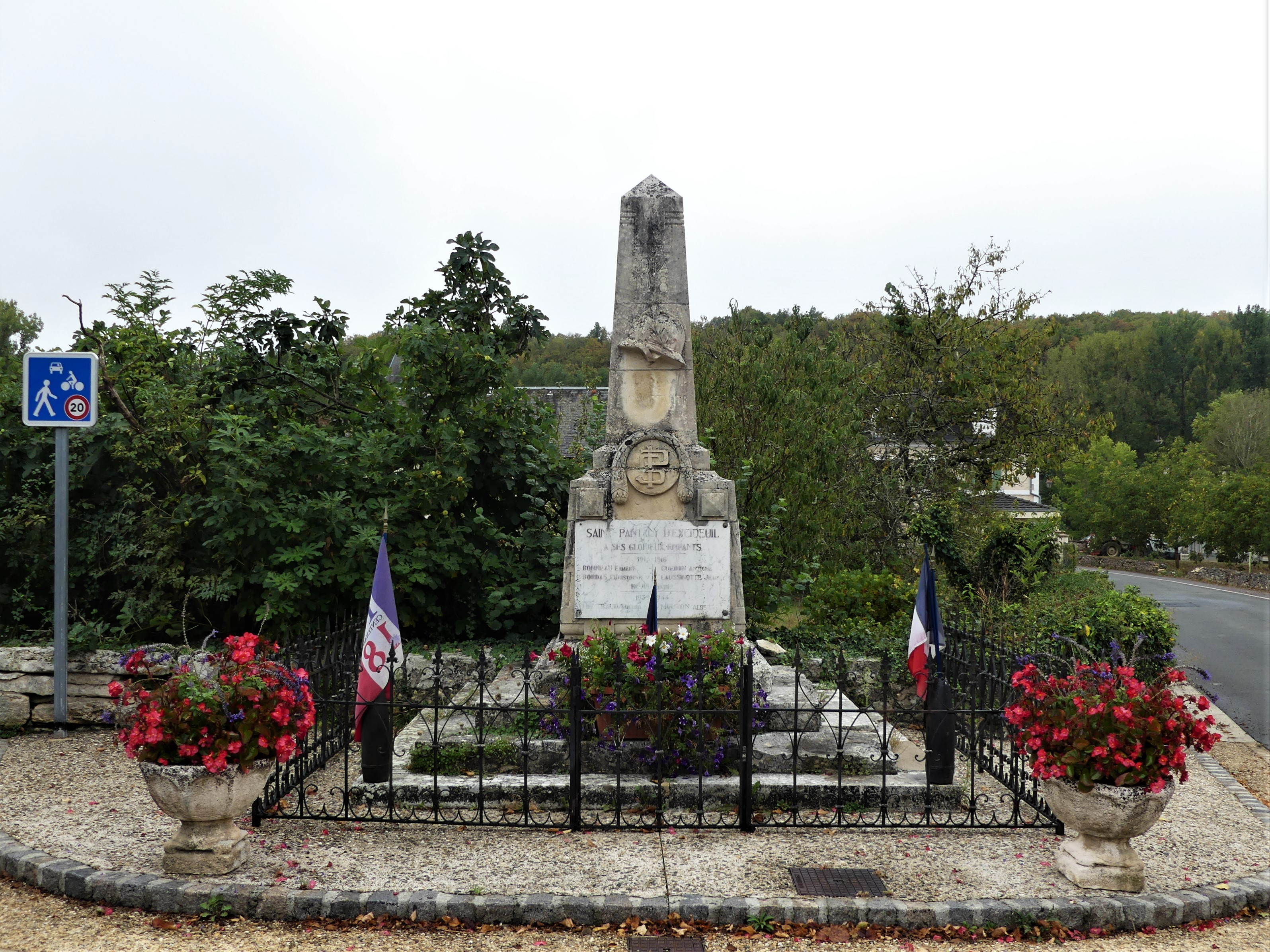
Le monument aux morts.

## Pour approfondir